# Tornado of Souls
Tornado of Souls — песня Megadeth с альбома Rust in Peace. Песня во многом известна благодаря своему гитарному соло, которое считают одним из лучших в своем жанре.

## Песня
Песня написана в 1990 году. Музыка и текст сочинены гитаристом и фронтменом Дейвом Мастейном и Дэвидом Эллефсоном, а соло сыграно Марти Фридманом.
Песня, как говорил Дейв Мастейн, «обо мне, пытающемся избавиться от бесполезных отношений. Она не имеет никакого отношения к убийству кого-либо. Я написал эту песню о моей возлюбленной, с которой я встречался шесть лет, после чего расстался».

## Соло
Соло в этой песне играет второй гитарист Марти Фридман. Оно длится ровно 1 минуту. Оно очень часто отмечалось как одно из лучших.
В свободном голосовом агрегаторе Thetoptens.com песня по состоянию на июль 2019 года в списке «Топ-10 соло метала» занимает 1-е место, а в «Топ соло всех времен» — 15 место. Множество гитаристов-любителей заучивают это соло, играют и делают на него каверы как на один из эталонов.
«Когда я стал играть соло к Tornado of Souls, Мастейн вошел в студию, прислушался к нему один раз, обернулся и, не сказав ни слова, пожал мне руку и ушел. Именно в этот момент я почувствовал, что я действительно гитарист для этой группы» — сказал Марти Фридман.

## Влияние
- Песня присутствует в музыкальных играх Brutal Legend и Guitar Flash (интернет- и мобильная[15] версия).
- Песня часто играется на концертах, она входила и в некоторые концертные альбомы, например, That One Night: Live in Buenos Aires.
- Многие рецензенты в своих статьях назвали Tornado of Souls одной из лучших песен в Rust in Peace и у группы вообще[16][17][18][19].
- Песня упоминается в песне «Victory» из альбома Youthanasia[20].
- Песня входит в сборник Anthology: Set the World Afire.
- Экс-гитарист группы Марти Фридмен выпустил новую версию композиции на своем альбоме Future Addict.

## Участники записи
- Дэйв Мастейн — ритм-гитара, вокал, бэк-вокал (на записи)
- Марти Фридман — соло-гитара
- Дэвид Эллефсон — бас-гитара, бэк-вокал
- Ник Менца — ударные, бэк-вокал